# Azar Andami
Azar Andami (Perzisch: آذر اندامی, Rasjt, 8 december 1926 - Teheran, 19 augustus 1984) was een Iraans arts en bacterioloog die bekend staat om haar ontwikkeling van een choleravaccin.

## Biografie
Azar Andami werd in 1926 geboren in Rasjt en begon ze haar carrière als lerares voor het Ministerie van Cultuur. Na het lesgeven ging ze naar de Universiteit van Teheran en studeerde in 1953 af als Doctor of Medicine. Aanvankelijk specialiseerde ze zich in gynaecologie. Ze verhuisde naar het Pasteur-instituut in Teheran en vervolgens naar Parijs om bacteriologie te studeren. Dr. Azar Andami publiceerde verschillende wetenschappelijke artikelen en vond een vaccin uit tegen cholera, een bacteriële ziekte die vooral wordt overgebracht door vervuild drinkwater of voedsel.
Andami overleed in Teheran op 28 augustus 1984 op 58-jarige leeftijd en werd begraven op de begraafplaats Behesht-e Zahra.

## Trivia
In 1991 werd een inslagkrater op de planeet Venus naar haar vernoemd.